# Sphagnum rubroflexuosum
Sphagnum rubroflexuosum là một loài rêu trong họ Sphagnaceae. Loài này được R.E. Andrus mô tả khoa học đầu tiên năm 1988.